# Numerical Algorithms Group
Numerical Algorithms Group (NAG) は英オックスフォードに本拠を置く、ソフトウェア開発を目的とした非営利企業である。1970年にブライアン・フォード博士 (Brian Ford, OBE) らによってノッティンガム・アルゴリズム・グループとして設立された。NAG は数学、統計学、データマイニングに関するソフトウェアを開発することを主な目的とする一方で、可視化や科学技術計算ソフトウェアの開発支援も行っている。NAG のソフトウェアは金融工学や科学、工学一般に加え教育現場や研究機関など、世界的に幅広く使われている。

## 製品

### NAG 数値計算ライブラリ
NAG数値計算ライブラリ は NAG の最も初期の、かつ最もよく知られた製品である。最初は Algol 60 と Fortran のライブラリである Mark 1 という名前で英 ICL 社のメインフレーム用の版が1971年にリリースされた。その後 Fortran ライブラリの一部をベクトル・アーキテクチャ (Cray-1) に対応させたものが1983年にリリースされた。C言語版 The NAG C Library, Mark 1 の開発が1990年に始まっている。2005年9月に Fortran ライブラリの Mark21 が、同年11月に C ライブラリの Mark 8 がリリースされている。

### AXIOM
もともとは IBM が開発していたものを NAG が買い取り、計算機代数ソフトウェア Axiom として1990年代から2001年まで販売していたが、商品版の開発は放棄され、現在はオープンソースになっている。

### IRIS Explorer
IRIS Explorer は可視化ソフトウェア環境のパッケージであり、これを使って複雑なデータセットを可視化するためのソフトウェアを開発することができる。OpenGL および Open Inventor に対応している。2005年に一部のプラットフォーム向けにバージョン 5.2 がリリースされた (他のプラットフォーム向けには 5.0 のままである)。
2008年に販売停止。2010年4月WEB情報削除　保守契約終了とともにサポート収束予定

### NAG Fortran Compiler
NAG Fortran Compiler はすべての Unix および Windows で利用できる Fortran コンパイラである。Fortran 90 コンパイラとしては世界初であり、現在は Fortran 95 を完全にサポートしている。また Fortran 2003 の機能の多くも実装されている。
現在は、Windows版MAC版に限り Fortran 用の統合開発環境（IDE）が搭載されFortran Builderとして提供されている。

## 組織
NAG はすこし特殊な組織形態を取っている。1970年に4大学 (ノッティンガム, マンチェスター、オックスフォード、バーミンガム) の研究者が集まって設立し、プロジェクトとして数年間続けられた後、1976年に英国の国内企業となった。それまでに開発されたライブラリはすでに広く使われており、それらには多くの大学や米国の政府研究機関の研究者が寄与していたが、それに関する知的財産権は英国国内の非営利企業に譲渡され、1978年に米国に設立された子会社に所有権が移された。また NAG には300人ほどの「協会員」と呼ばれるメンバーがおり、コードやプログラムを数年にわたり NAG に寄贈している。協会員のうち75〜80人程度は NAG に雇用されているが、他の協会員は世界各国の研究者や企業の開発者である。協会員は、研究活動で作成したすべてのコードを NAG に寄贈することになっている。NAG では寄贈されたコードをテストし、その信頼性を向上させ、場合によっては NAG の製品に組み込むこともある。

## 運営
現在の最高経営責任者はロバート・メイヤー (Robert W. Meyer) 博士である。彼はセントルイス・ワシントン大学で工学を学び、NAG の米国法人で上級副社長 (Executive Vice President) をつとめた後、現職に就いた。メイヤー博士は米イリノイ州ウィートン在住で、シカゴ、オックスフォード、東京の NAG のオフィスで勤務している。